# Jesper Johansson (Unihockeyspieler)
Jesper Johansson (* 6. November 1985) ist ein schwedischer Unihockeyspieler. Er steht beim Nationalliga-A-Vertreter Floorball Köniz unter Vertrag.

## Karriere

### Verein

#### Storvreta IBK
Johansson begann seine Karriere bei Hagunda IF, bevor er via Årsta IBK zum Storvreta IBK kam. Bei Storvreta gab er auch sein Debüt in der SSL. Mit Storvreta qualifizierte er sich zwei Mal für die Playoffs der SSL. 2005/06 scheiterte er mit Storvreta am AIK Solna und 2006/07 im Halbfinal am Warberg IC.

#### Järfälla IBK
Die Saison 2007/08 nahm er mit Järfälla IBK in Angriff und beendete die Saison auf dem 10. Schlussrang, welcher nicht zu den Playoffs der SSL berechtigt. Für Järfälla kam er in 16 Partien zum Einsatz, erzielte aber kein Tor. Nach nur einer Saison verliess er den Verein wieder.

#### IK Sirius IBK
Nachdem kein SSL-Verein am Verteidiger Interesse gezeigt hatte, wechselte er zum IK Sirius IBK in die zweithöchste schwedische Liga. In der Division 1, der damaligen zweithöchsten Liga, gelang ihm sein Durchbruch. Er erzielte in der regulären Spielzeit 35 Skorerpunkte in lediglich 22 Ligapartien. Er war somit der torgefährlichste Verteidiger der Division 1. Am Ende der Saison stand Sirius auf dem ersten Tabellenrang der nördlichen Division. In einer knappen Qualifikation für die SSL setzte man sich gegen Mullsjö AIS und Växjö IBK durch.
In seiner ersten SSL-Saison mit seinem neuen Verein skorte er weiter und verhalf seinem Verein zum 10. Schlussrang. Die Saison 2010/11 beendete Johansson ebenfalls auf dem 10. Schlussrang. Ein Jahr später, in der Saison 2011/12, stieg er mit dem Unihockeyverein aus Uppsala aus der SSL ab.

#### Linköping IBK
Nach seinem Abstieg mit Sirius wechselte er zum Linköping IBK. Mit seinem neuen Verein qualifizierte er sich für den Viertelfinal der SSL, schied aber gegen den IBK Dalen aus. 2013/14 qualifizierte man sich nicht für die Playoffs und man landete einen Rang inter seinem ehemaligen Verein aus Uppsala. Ein Jahr später konnte er sich mit Linköping den dritten Rang der regulären Saison sichern und den Superfinal im Globe bestreiten. Das Final ging allerdings gegen den IBF Falun verloren. In der folgenden Saison gelang es ihm mit Linköping erneut in den Superfinal einzuziehen. Auch dieser Final ging verloren.
2016/17 qualifizierte man sich erneut für die Playoffs, schied aber bereits im Viertelfinal gegen den Mullsjö AIS aus. Für Linköping lief Johansson 166 Mal auf und erzielte dabei mehr als 100 Skorerpunkte.

#### Floorball Köniz
Am 12. Mai 2017 vermeldete die schwedische Zeitung Expressen den Transfer des Verteidigers zum Schweizer Nationalliga-A-Verein Floorball Köniz. Nur wenige Stunden später wurde der Transfer von Floorball Köniz bestätigt. Nach dem Gewinn des Meistertitels in der Saison 2017/18 verliess Johansson den Berner Verein wieder in Richtung Schweden.

### Nationalmannschaft
2003 debütierte Johansson für die U19-Nationalmannschaft Schwedens an der Weltmeisterschaft in Tschechien. Mit Schweden stiess er bis in den Final, welcher gegen Finnland mit 2:6 verloren ging.